# Стенвейк
Стенвейк (нід. Steenwijk, нід. вимова: [ˈsteːɱˌʋɛik]) — місто в нідерландській провінції Оверейсел. Входить до муніципалітету Стенвейкерланд.
Його площа становить 11,51 км², а населення станом на 2021 рік складало 17 115 осіб.
До 2001 року мало статус окремого муніципалітету.

## Галерея

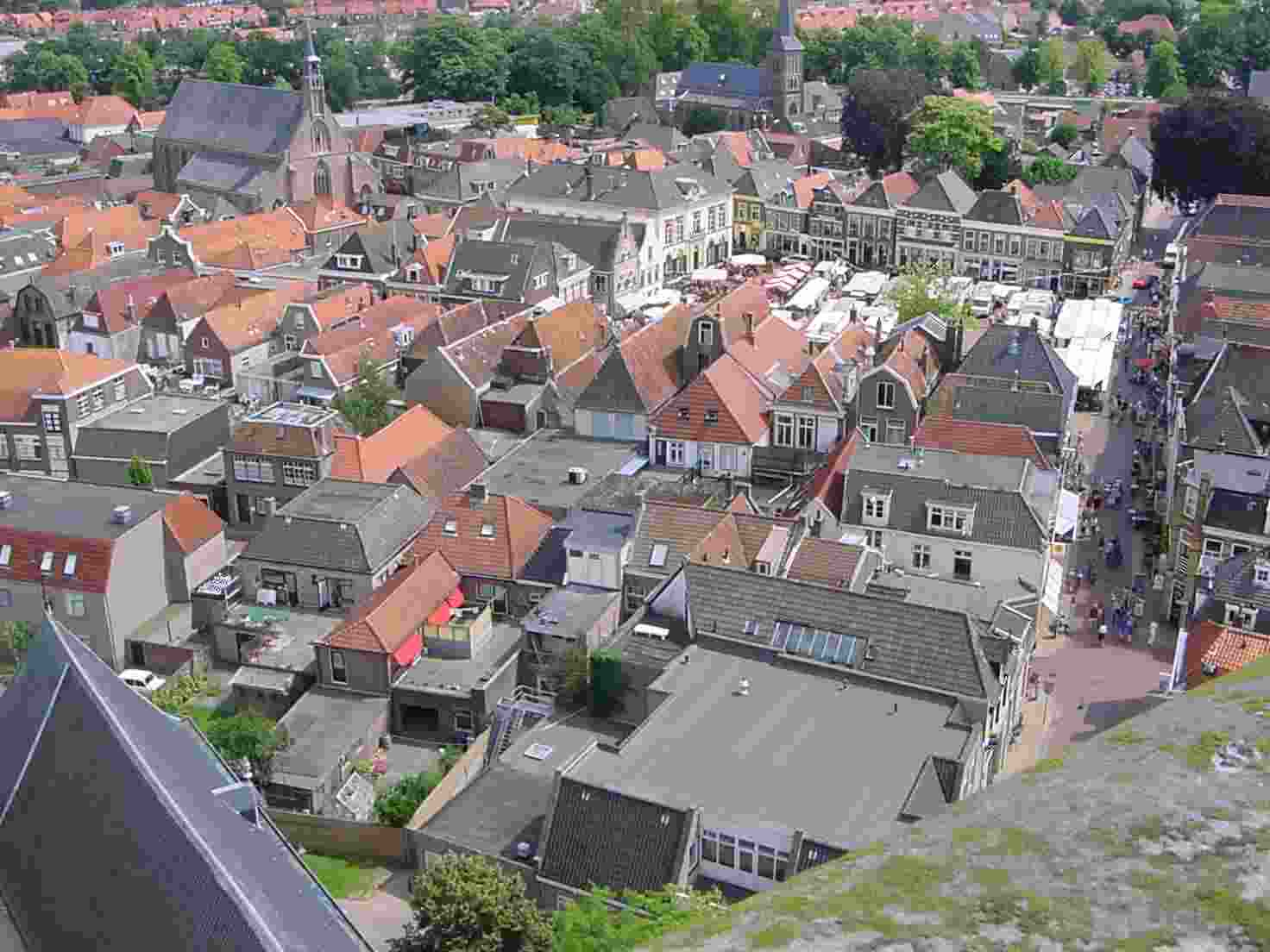
Вид на центр міста з вежі церкви св. Клеменса
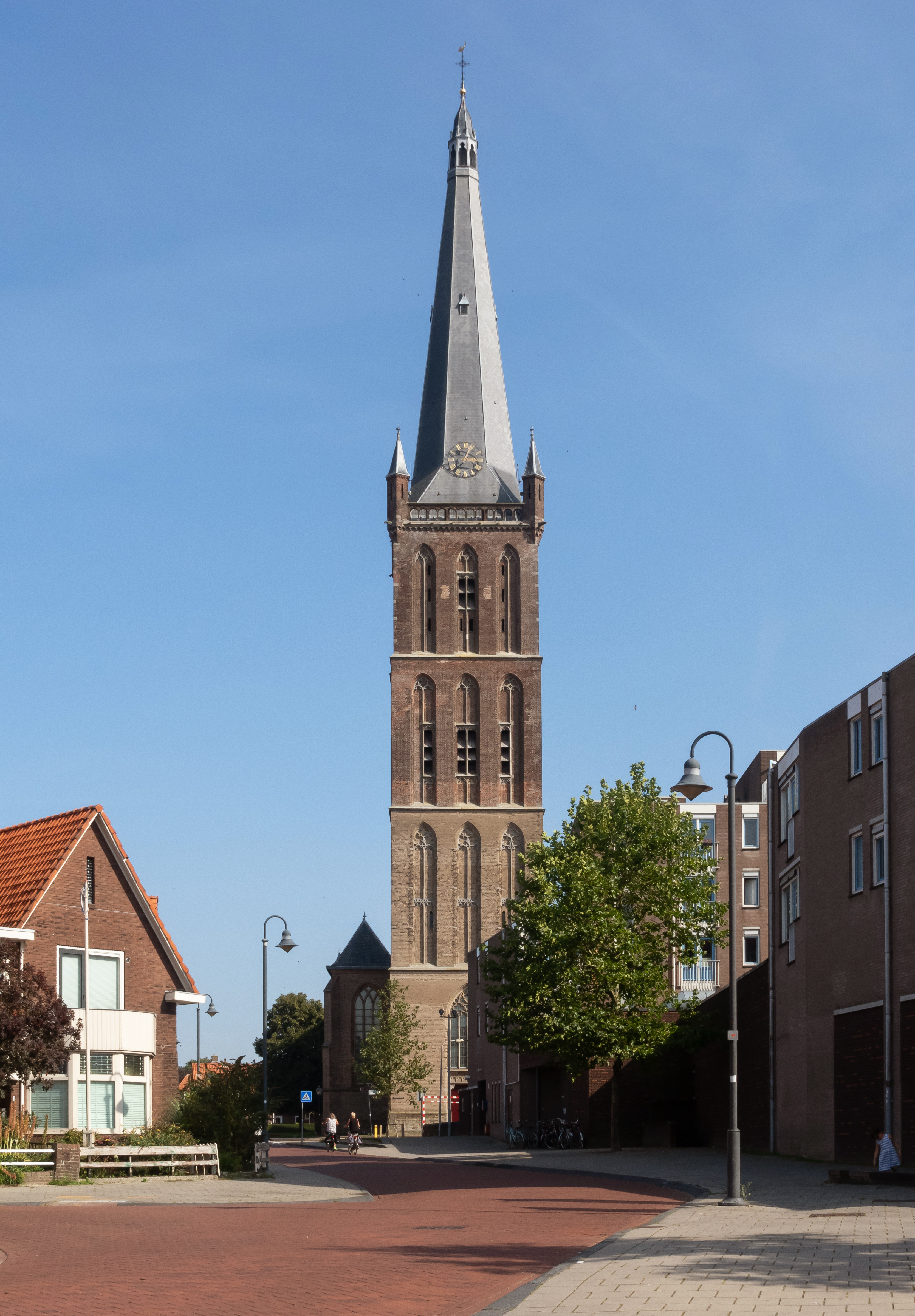
Церква св. Клеменса
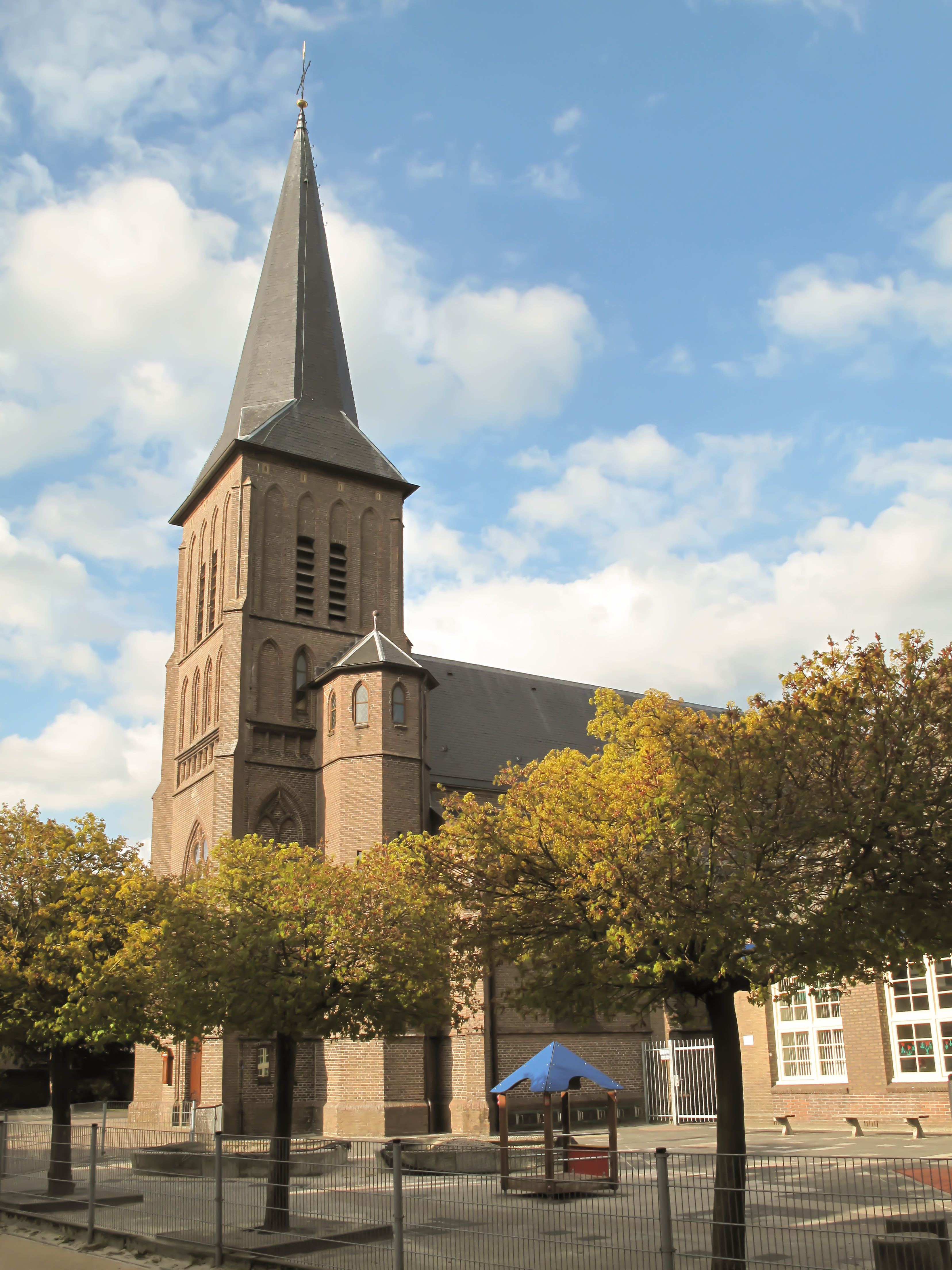
Церква св. Клеменса
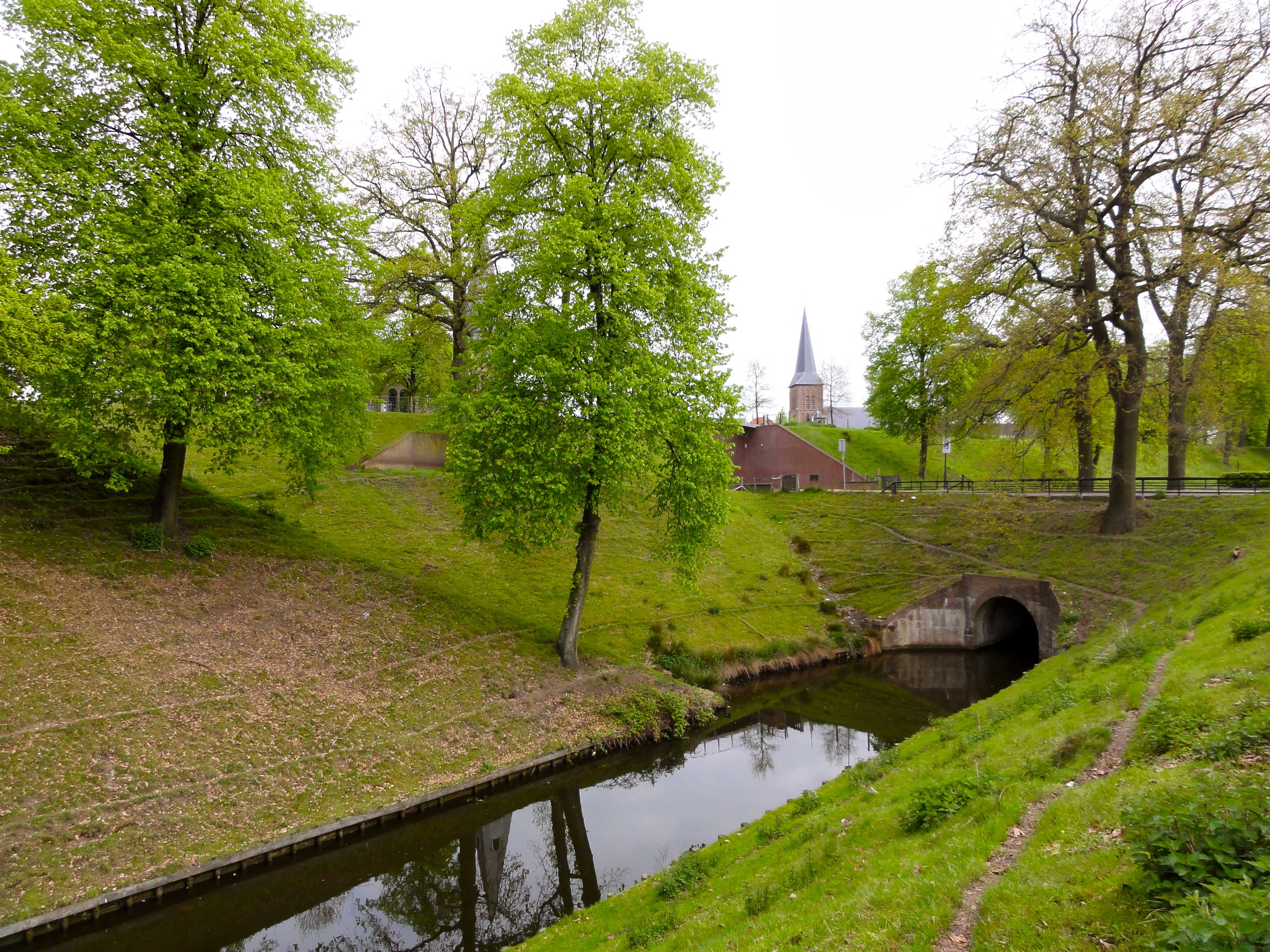
Фортифікаційні споруди біля міста
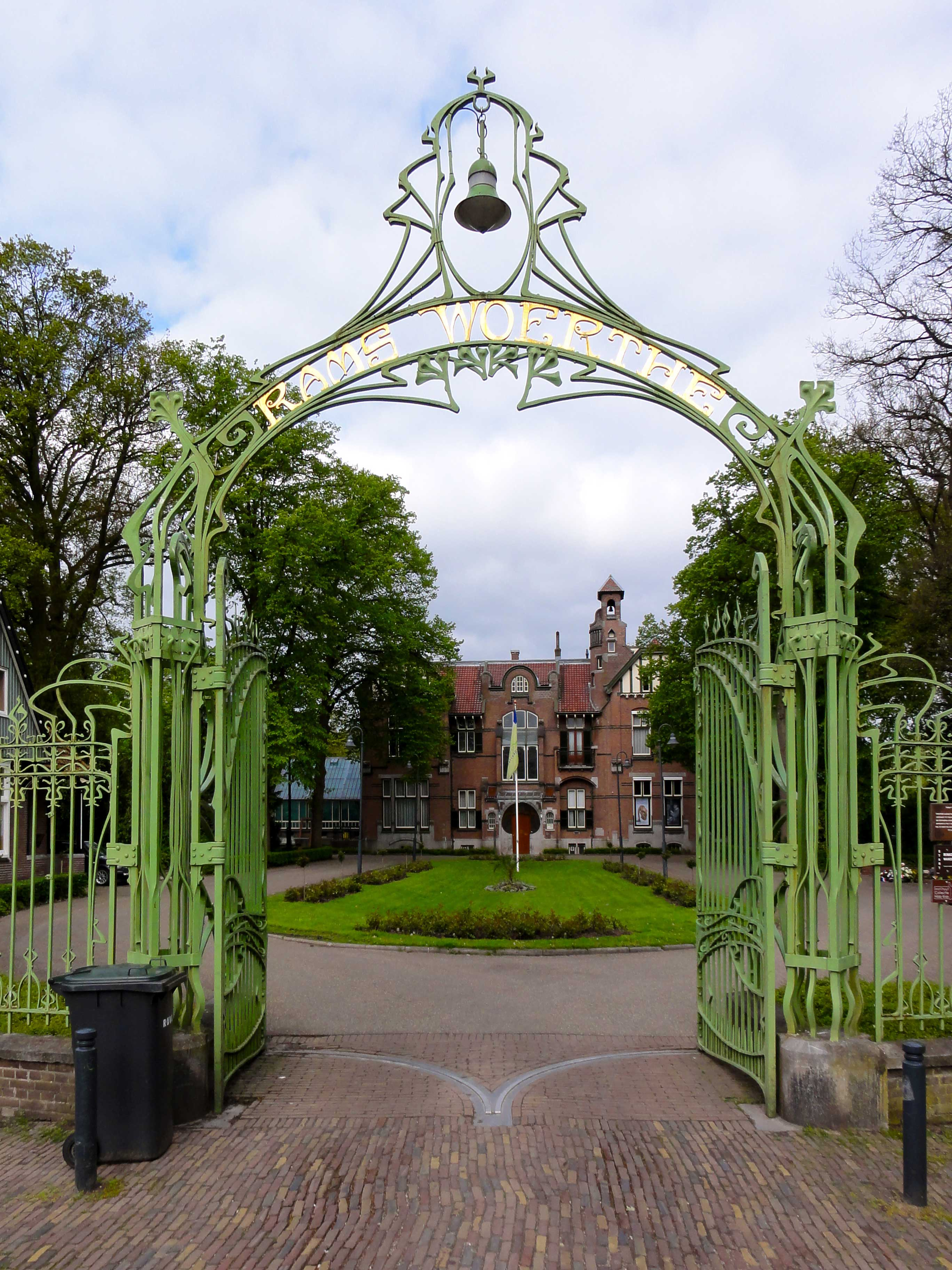
Вілла Rams Woerthe.